# 牛輗
牛輗（1509年—？），字伯行，山西澤州高平縣人，民籍，明朝政治人物。

## 生平
嘉靖七年（1528年）戊子科山西鄉試第十一名舉人。嘉靖二十九年（1550年）中式庚戌科會試第三百二名，三甲第一百七十四名進士。官陕西庆阳府知府。

## 家族
曾祖牛睿；祖父牛拳；父牛璡，母李氏。永感下。兄辅、軒。弟軏。